# أوسبورن ميتلاند ميلر
أوسبورن ميتلاند ميلر (بالإنجليزية: Osborn Maitland Miller) هو عالم رسم الخرائط ومصور أمريكي، ولد في 1897، وتوفي في 1979.